# Sint-Michielsakkoord
Het Sint-Michielsakkoord is de naam voor de vierde staatshervorming die in 1993 gesloten werd en dat België formeel omvormde tot een federale staat. Deze staatshervorming ging ook gepaard met een herschikking en hernummering van de artikelen van de Grondwet die voortaan de 'Gecoördineerde Grondwet' van 17 februari 1994 (Belgisch Staatsblad, 17 februari 1994) zou genoemd worden.

## Ontstaan
Op 29 september 1992, de dag van Sint-Michiel, werd dit akkoord gesloten tussen de vier coalitiepartijen van de regering-Dehaene I met name de christendemocratische partijen CVP en PSC en sociaaldemocratische partijen SP en PS. Op 31 oktober 1992 kreeg het akkoord, na heronderhandeling ervan over onder meer de milieutaks en de (voor de Franstaligen) gunstigere herfinanciering van de Franse gemeenschap, de steun van de groene partijen (Agalev en Ecolo) in het aanvullende Sint-Quintinusakkoord. Op 27 januari 1993 keurde ook de Volksunie, na een correctie van de niet-objectiveerbare verschillen in de sociale zekerheid tussen Vlaanderen en Wallonië, het Sint-Michielsakkoord goed. Het politieke akkoord kreeg uiteindelijk pas juridische gestalte na de goedkeuring, met steun van de dissidente maar doorslaggevende stem van Jan Decorte (ROSSEM), van de 'gewone' en de 'bijzondere wet tot vervollediging van de federale staatsstructuur' van 16 juli 1993 (B.S., 20 juli 1993), de wijziging van 35 grondwetsartikelen en enkele organieke wetten.
De ratio legis van de staatshervorming was enerzijds de vervollediging en officialisering van de reeds bestaande federale staat door de formele bevestiging ervan in artikel 1 van de nieuwe Grondwet en door het verder uitdiepen en versterken van de bevoegdheden van de gemeenschappen en gewesten en anderzijds het efficiënter en transparanter maken van de diverse bestuursniveaus.

## Voornaamste institutionele hervormingen
- De Kamer van volksvertegenwoordigers telt sinds 22 mei 1995 150 leden (art. 63, § 1 G.G.W.) in plaats van 212.
- De Senaat wordt grondig hervormd, zowel op vlak van bevoegdheden als samenstelling:
  - In plaats van volledig gelijkwaardig te zijn aan de Kamer (bicameralisme), heeft de Senaat sinds 22 mei 1995 minder bevoegdheden en zijn er verschillende procedures naargelang de materie. De Senaat vervult sindsdien vooral de rol van 'reflectiekamer' die, indien 15 senatoren daarom verzoeken, in de uitoefening van het 'evocatierecht', door de Kamer aangenomen wetsontwerpen kunnen amenderen. De Kamer behoudt evenwel altijd het laatste woord.
  - Het aantal rechtstreeks verkozen senatoren werd herleid van 106 naar 40, en deze werden verkozen door de twee gemeenschappen in plaats van arrondissementele kieskringen. Provinciale senatoren werden vervangen door gemeenschapssenatoren, en het aantal gecoöpteerde senatoren werd verminderd van 26 naar 10.
- Provincieraadsverkiezingen werden gebonden aan gemeenteraadsverkiezingen (elke zes jaar) in plaats van aan parlementsverkiezingen (elke vier jaar, met mogelijkheid van vervroegde verkiezingen). De eerste lokale verkiezingen werden op 9 oktober 1994 gehouden.
- Splitsing van de tweetalige, unitaire provincie Brabant in Vlaams-Brabant en Waals-Brabant (met ingang van 1 januari 1995). Het Brussels Hoofdstedelijk Gewest was vanaf dan provincieloos. Als gevolg van de splitsing maakten de faciliteitengemeenten geen deel meer uit van een tweetalige provincie, maar van een eentalige.
  - Het kiesarrondissement Brussel-Halle-Vilvoorde werd echter (nog) niet gesplitst.
  - In Vlaams-Brabant komt er een adjunct-gouverneur die toeziet op de naleving van de taalwetgeving.
- Met de rechtstreekse verkiezing van de leden van de Vlaamse Raad (Vlaams Parlement) en Waalse Raad (Waals Parlement) na de eerstvolgende Vlaamse en Waalse verkiezingen van 21 mei 1995 komt er een einde aan het zgn. dubbelmandaat.
- Overeenkomstig het Latijnse adagium In foro interno, in foro externo krijgen de gemeenschappen en gewesten, in aangelegenheden die tot hun bevoegdheid behoren, het recht om verdragen te sluiten met andere landen.
- Deelstaten krijgen beperkte constitutieve autonomie.
- Ministers kunnen niet meer tegelijk parlementslid zijn; hun mandaat wordt tijdelijk door een opvolger uitgeoefend.
- De gemeenschappen krijgen de bevoegdheid over de organieke regelgeving omtrent de openbare centra voor maatschappelijk welzijn (OCMW's), opgericht bij wet van 8 juli 1976.